# کارل الکساندر کلارک
کارل الکساندر کلارک (۱۷۰۹–۲۲ ژوئیه ۱۷۶۵) یک حشره‌شناس و آرخنولوژیست سوئدی بود.
کلارک از خانواده ای از اشراف خرده ریز و طبقه پایین بود و در سال ۱۷۲۶ وارد دانشگاه اوپسالا شد. از مطالعات وی اطلاعات کمی در دست است. اگرچه معاصر لینه است، اما معلوم نیست که آیا او در طول مدت حضور در اوپسالا با او ارتباط داشته‌است یا خیر. امکانات محدود او را مجبور کرد دانشگاه را زود ترک کند و وارد خدمات دولتی شود، و بعداً به کار در اداره شهر استکهلم پایان داد.

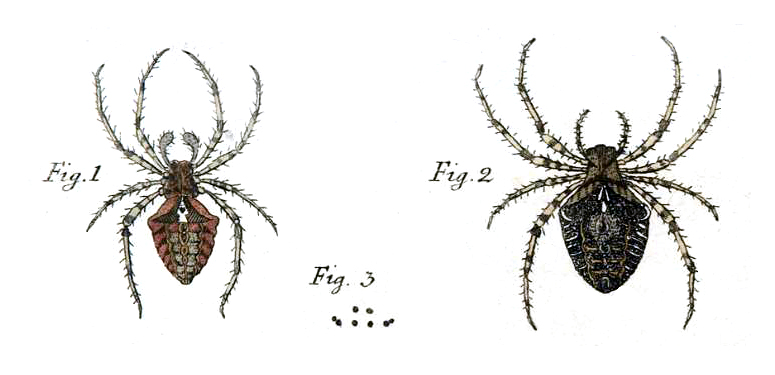
شکل اصلی نر و ماده عنکبوت گردباف آنگولاتوس در صفحه ۱ در عنکبوت‌های سوئدی

به نظر می‌رسد علاقه او به تاریخ طبیعی در سنین بلوغ بیشتر دیده شده‌است؛ تحت تأثیر سخنرانی لینه در سال ۱۷۳۹ در استکهلم شرکت کرده‌است. در سالهای بعد، او عنکبوتهای زیادی را که همراه با مشاهدات کلی تر در مورد مورفولوژی و رفتار عنکبوتها منتشر شده بود، در عنکبوت سوئدی ۱۷۵۷، (همچنین با زیرنویس لاتین آن، Aranei Suecici نیز شناخته می‌شود) جمع‌آوری و دسته‌بندی کرد. وی همچنین حشرات نادر را به تصویر می‌کشد، مجموعه ای از صفحات دقیق اما بدون نظر را نشان می‌دهد که گونه‌های مختلفی از پروانه‌ها را نشان می‌دهد. به دلیل مرگ کلارک بعد از جلد سوم (۱۷۶۶) ناتمام مانده‌است.

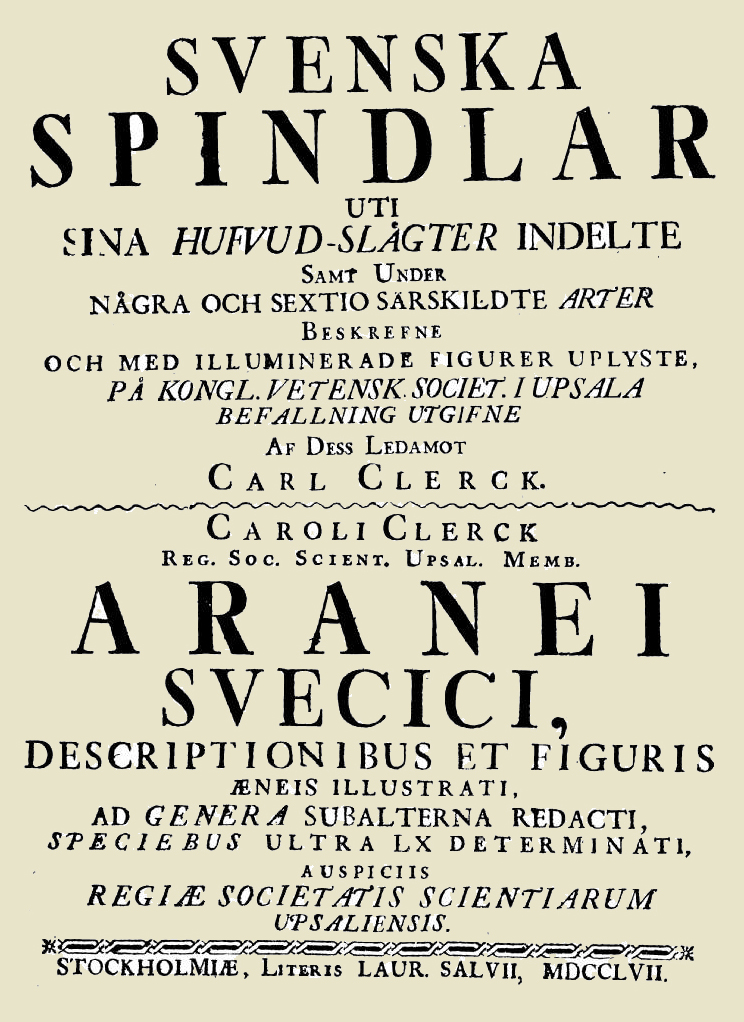
صفحه عنوان نسخه ۱۷۵۷ عنکبوت‌های سوئدی سردفت

به دلیل برخورد کامل و خارق‌العاده با گونه‌های عنکبوت، اسامی علمی پیشنهادی توسط کلارک در عنکبوت سوئدی (که توسط کارل لینه در سیستم خود در سال ۱۷۵۸ با تنها تغییرات جزئی به تصویب رسیده‌است) به‌طور سنتی توسط متخصصان علم پیچ و خم به عنوان دوجمله ای شناخته شده و بعداً موجود است این رسماً در کد بین‌المللی نامگذاری جانورشناسی شناخته شده‌است. این بدان معناست که در صورت تردید هجی کردن نام عنکبوت از کار کلارک در سال ۱۷۵۷ نسبت به آنچه توسط لینائوس در سال ۱۷۵۸ پیشنهاد شده‌است اولویت دارد (به عنوان مثال Araneus به جای Aranea)، و عنکبوتهای کلارک اولین حیوانات جانورشناسی مدرن بودند که دارای نام علمی موجود را در سیستم لینین به دست آورد. نام اولین گونه ای که در سیستم دو جمله ای نام در دسترس پیدا کرده‌است Araneus angulatus بود.